# 小林さり
小林 さり（こばやし さり、本名：桐 嵯梨 (きり さり)、1991年〈平成3年〉4月26日 - ）は、日本のフリーランスの女優、ファッションモデル、タレント、グラビアアイドル、ジュエリーディレクター。

## 略歴
京都府出身。高校時代にスカウトされ、タレント・女優業として活動する傍ら、2009年春、『ミスマガジン2009』にエントリーし、グラビアアイドルへの一歩を踏み出す。
そして同年7月6日発売の週刊ヤングマガジンで『ミスマガジン2009』のグランプリに選ばれたことが発表され、同時にSEGA賞、高校ラグビー賞も受賞する。第89回全国高等学校ラグビーフットボール大会のイメージキャラクターや、TBSテレビの音楽番組『開運音楽堂』のレギュラー出演もあった。
2010年4月1日にアーティストハウス・ピラミッドへ移籍。同年より女性ファッション誌『JJ』の専属Sサイズモデルとしても活動する。また同年10月からは、ピラミッドの先輩だった池田夏希から引き継ぐ形で、BS-TBSの情報番組『BSブランチ』に1年間レギュラー出演していた。
2013年12月7日、ホノルルマラソン2013に出場し、5時間15分17秒で完走。2014年4月6日には「パリマラソン」を4時間59分8秒で完走している。
2018年4月17日、レギュラー出演していた『やすだの歩き方』（CBCテレビ）を降板したことが報じられた後、インスタグラムで同年3月31日を以ってアーティストハウス・ピラミッドとの契約が切れたのを機に新たな進路に向かうため契約を更新せず退所したことを公表した。現在はファッション誌『CLASSY.』のモデルを務める傍ら、2020年9月には、かつての事務所の先輩であった安田美沙子と共に『みさことさりHOME』というYouTubeチャンネルを立ち上げている。

## 人物
- 妹はヘアメイクアップアーティストで、『A MON GOUT』（アモング）のデザイナーを務める桐梨菜（きり りな）[15]。
- 特技は書道・着付け、趣味はゴルフ、スノーボード[1]。
- 2014年8月30日に『和装着付師範』を取得。
- 2014年『オープンウォーターダイバー』を取得[16]。
- 好きな女優は宮崎あおい。演技で目標としているのは蒼井優[5]。

## 作品

### 映像作品
| 発売日        | タイトル                     | 規格品番   | メーカー     |
| ------------- | ---------------------------- | ---------- | ------------ |
| 2009年8月21日 | ミスマガジン2009 小林さり    | VPBF-15456 | バップ       |
| 2010年7月17日 | Sari's Challenge さりチャレ↑ | LPFD-208   | リバプール   |
| 2011年5月27日 | Sari Collection              | SBVD-0113  | エスデジタル |

## 出演

### テレビドラマ
- 恋空（2008年8月 - 9月、TBS） - ハナ 役
- ゴーストタウンの花（2009年3月20日、テレビ朝日）
- 恋して悪魔〜ヴァンパイア☆ボーイ〜（2009年7月 - 9月、関西テレビ/フジテレビ） - 北村りか 役
- おひとりさま（2009年10月 - 12月、TBS） - 宮本絵梨 役
- 連続テレビ小説
  - 「ゲゲゲの女房」 第1週（2010年3月29日 - 4月3日、NHK） - 飯田暁子（幼少期） 役
  - 「べっぴんさん」（2016年10月 - 2017年3月、NHK） - 順子 役[6]
- 水戸黄門第41部第7話「ニセ者殺到!孫探し・鳥羽」（2010年5月24日、TBS） - お勝 役
- 鉄子の育て方 第10話（2014年6月9日、メ〜テレ） - コバプン 役

### その他のテレビ番組
- M+Seg（2009年1月11日 - 6月22日、朝日放送[注 1]） - MC
- サプライズ（2009年4月 - 9月、日本テレビ）- 「がんばれ!ブカツの天使」ナビゲーター役
- 開運音楽堂（2009年10月 - 2010年10月・2012年1月7日、TBS） - 第7代アシスタント
- おねぇさまのおせっかい代理店。 ファニーカンパニー!（2011年1月 - 2012年2月、富山テレビ）
- IMPACT（2010年4月 - 2011年3月、CBC） - アドバイザー
- BSブランチ（2010年10月30日 - 2011年10月29日、BS-TBS） - BSブランチガール[11]
- 初笑い東西寄席（2011年1月3日、NHK総合） -  アメリカザリガニと共に通天閣劇場TENGEKIからの司会進行担当
- バナナマンの神アプリ@（2011年2月2日- 8月3日、テレビ東京） - レギュラー
- 眠れぬ街のアプリンス（2011年5月26日 - 9月29日、日本テレビ） - レギュラー
- みちゃえる!（2011年4月14日 - 2012年3月29日、CBC） - レギュラー
- やすだの歩き方（2012年4月5日 - 2018年4月16日、CBC） - レギュラー
- おはよう朝日です（2013年4月1日 - 2018年3月、朝日放送[注 1]） - レギュラーリポーター
- ぽじポジたまご（2013年4月2日 - 2016年9月、KBS） - レギュラー
- ガーリーボート（2014年10月5日 - 2015年3月、サンテレビジョン） - レギュラー
- ゆうがたLIVE ワンダー（2015年4月30日 - 2017年3月、関西テレビ） - レギュラーリポーター
- LOVE☆GOL2（2016年4月1日 - 、サンテレビ） - レギュラー
- 演歌百撰（2017年12月10日 - 28日、BS11） - アシスタント

### 映画
- グーグーだって猫である（2008年） - 女子高生 役
- SAMURAI SONG（2010年） - 浅野莉央 役
- いのちのコール 〜ミセスインガを知っていますか〜（2014年）

### 舞台
- イタズラなKiss 〜恋の味方の学園伝説〜（2008年） - 熊井麻衣 役
- 櫻の園（2009年） - 三島一子 役
- 息吹の瞬間 〜愛のうた〜（2012年）

### CM
- ロート製薬「メンソレータム アクネス」（2008年）
- マクドナルド
- 三井不動産
- 大伍貿易「億千米」（2010年）
- テクノメディカル「ビーハートビーワンデー」（2010年 - 2012年）

### ミュージックビデオ
- Bomber Hey!!「約束」（2009年）
- SiM「CROWS」（2015年）

### ファッションショー
- 神戸コレクション
- 東京ガールズコレクション
- Girls Award
- 関西コレクション
- NAGOYA COLLECTION

### その他
- 第89回全国高等学校ラグビーフットボール大会 イメージキャラクター（2009年）
- バンクーバーオリンピックサポーターガール（2010年）
- BMベスト・ワングループ　イメージキャラクター（2015年 - ）
- METAL GEAR SOLID PEACE WALKER,PSPゲームソフト 制作 小島プロダクション、監督 小島秀夫、販売 KONAMI 2010年

## 書籍

### 写真集
- Sari Collection（2011年7月25日、彩文館出版、撮影：井ノ元浩二） - ISBN 978-4775605073

### 雑誌
- JJ（2010年 - 2018年、光文社） - 専属Sサイズモデル
- Running Style「RUNNING COURCE GUIDE RUN with Sari Kobayashi」（2012年 - 2014年、枻出版社）
- CLASSY.（2019年 -、光文社）